# Feuilleret

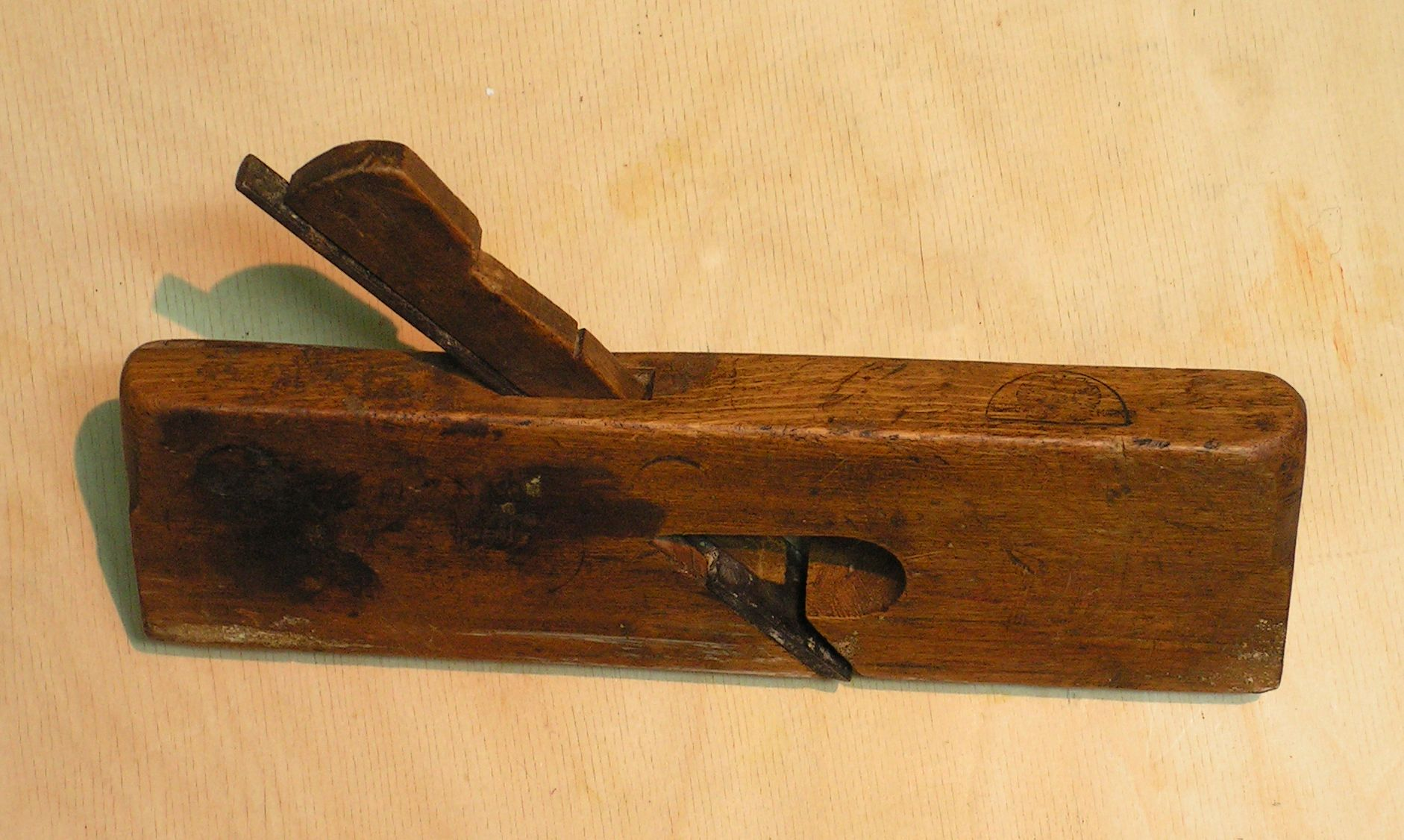
Un feuilleret

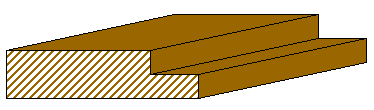
Une feuillure

En menuiserie, un feuilleret est une espèce de rabot qui sert à faire des feuillures.
Le feuilleret pour bois de travers est muni d'un traçoir (ou « grain d'orge ») dont le but est de trancher latéralement les fibres du bois.